# Nova Almeida
Nova Almeida é um distrito do município brasileiro da Serra, no Espírito Santo. Tem a Igreja dos Reis Magos como principal ponto turístico.[carece de fontes?]

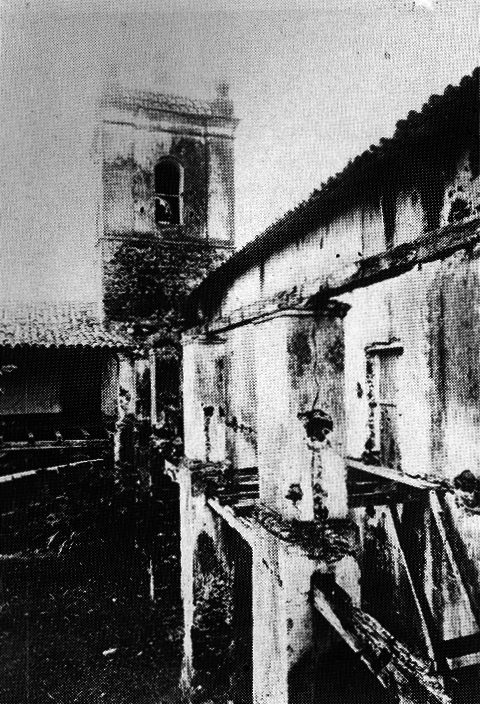
Igreja dos Reis Magos antes de restaurada, em 1940.

## História
Os registros históricos dão conta de que o padre evangelista, Brás Lourenço, juntamente com os índios locais, os tupiniquins, erigiu uma pequena capela de palhas, e inaugurou-a no dia 6 de janeiro de 1557, daí o nome de "Aldeia dos Reis Magos". Em 1610 a Aldeia dos Reis Magos, passa a se chamar Aldeia Nova e Iapara, com a doação de uma sesmaria para os índios locais. Em 1758 com o alvará de criação da Vila de Almeida, recebe o nome de Nova Almeida, para diferenciar de Almeida em Portugal. Nova Almeida foi sede da comarca, de 1760 a 1921, quando foi transferida para Fundão pela Câmara Municipal da Serra e em 11 de novembro de 1938, Nova Almeida desmembrou-se do município de Fundão, passando a ser distrito do município de Serra. Atualmente, Nova Almeida possui 91 km² de área e em se tratando de turismo, é o distrito mais desenvolvido.[carece de fontes?]